# Nora de Izcue
 (octobre 2023).
 (novembre 2023).
Nora de Izcue, née le 30 avril 1934 à Lima (Pérou), est une réalisatrice péruvienne. Elle est la première femme à avoir réalisé une œuvre cinématographique dans son pays. Elle a également joué un rôle de membre fondatrice au sein de la Fondation du Nouveau Cinéma Latino-américain et a contribué à son conseil supérieur.

## Biographie
Nora de Izcue a entamé ses études de cinéma à l'Académie Nationale du Cinéma du Pérou. Elle s'est familiarisée avec la technique cinématographique lors de son passage à l'Atelier de Cinéma d'Armando Robles Godoy. Elle a fait son entrée dans le monde du cinéma en étant engagée par lui en tant qu'assistante à la réalisation sur les tournages de la muraille verte et Mirage.
Armando a contribué dans sa formation cinématographique et il l'a ainsi exprimé:

« Je n'ai jamais cessé de remercier Armando Robles Godoy de m'avoir appris à aimer le cinéma, de m'avoir appris à le réaliser, de m'avoir montré que le cinéma n'était pas simplement un acte créatif, mais qu'il fallait lutter pour la législation cinématographique. »

Sa reconnaissance internationale la plus importante a été obtenue grâce à son court métrage documentaire "Runan Caycu" (1976), produit par le Système National de Soutien à la Mobilisation Sociale. Le film raconte les affrontements du mouvement paysan de Cusco avec les grands propriétaires terriens, racontés du point de vue de leur leader paysan, Saturnino Huillca. Il met également en évidence le rôle et la participation violente des Forces Armées dans les affrontements qui ont précédé la Réforme Agraire de 1969. Le documentaire a remporté la Colombe d'Argent en 1973 au Festival International du Film Documentaire de Leipzig en Allemagne.

## Filmographie
- Runan Caycu (1973), moyen-métrage Documentaire
- El viento del ayahuasca (1983), long-métrage de fiction
- Con una sola mano (1987), documentaire
- Color de mujer (1990), moyen-métrage documentaire
- Para vivir mañana todavía (1991), documentaire
- Elena Izcue, la armonía silenciosa (1998), court-métrage documentaire
- El viento de todas partes (2004), long-métrage documentaire
- Responso para un abrazo: tras la huella de un poeta (2013), long-métrage documentaire[3]